# Caloptilia soyella
Caloptilia soyella är en fjärilsart som först beskrevs av Van Deventer 1904.  Caloptilia soyella ingår i släktet Caloptilia och familjen styltmalar.
Artens utbredningsområde är:
- Kap Verde.
- Fiji.
- Sri Lanka.
- Vietnam.

Inga underarter finns listade i Catalogue of Life.